# Ectromatopsis americana
Ectromatopsis americana är en stekelart som först beskrevs av Howard 1898.  Ectromatopsis americana ingår i släktet Ectromatopsis och familjen sköldlussteklar. Inga underarter finns listade i Catalogue of Life.